# Gran Premio de la República Checa de Motociclismo de 2009
El Gran Premio de la República Checa de Motociclismo de 2009 (oficialmente: Cardion Grand Prix České Republiky) fue la undécima prueba del Campeonato del Mundo de Motociclismo de 2009. Tuvo lugar en el fin de semana del 14 al 16 de agosto de 2009 en el Autódromo de Brno, situado en Brno, Moravia, República Checa.
La carrera de MotoGP la ganó Valentino Rossi, seguido de Dani Pedrosa y Toni Elías. Marco Simoncelli ganó la prueba de 250 cc, por delante de Mattia Pasini y Álvaro Bautista. La carrera de 125 cc la ganó Nicolás Terol, Julián Simón fue segundo y Andrea Iannone tercero.

## Resultados

### Resultados MotoGP
| Pos.    | N.º | Piloto           | Constructor | Vueltas | Tiempo    | Parrilla | Pts. |
| ------- | --- | ---------------- | ----------- | ------- | --------- | -------- | ---- |
| 1       | 46  | Valentino Rossi  | Yamaha      | 22      | 43:08.991 | 1        | 25   |
| 2       | 3   | Dani Pedrosa     | Honda       | 22      | +11.766   | 3        | 20   |
| 3       | 24  | Toni Elías       | Honda       | 22      | +20.756   | 4        | 16   |
| 4       | 4   | Andrea Dovizioso | Honda       | 22      | +21.418   | 6        | 13   |
| 5       | 65  | Loris Capirossi  | Suzuki      | 22      | +21.622   | 9        | 11   |
| 6       | 69  | Nicky Hayden     | Ducati      | 22      | +25.544   | 8        | 10   |
| 7       | 5   | Colin Edwards    | Yamaha      | 22      | +25.676   | 5        | 9    |
| 8       | 15  | Alex de Angelis  | Honda       | 22      | +34.109   | 7        | 8    |
| 9       | 52  | James Toseland   | Yamaha      | 22      | +35.617   | 14       | 7    |
| 10      | 14  | Randy de Puniet  | Honda       | 22      | +39.824   | 13       | 6    |
| 11      | 7   | Chris Vermeulen  | Suzuki      | 22      | +40.776   | 11       | 5    |
| 12      | 88  | Niccolò Canepa   | Ducati      | 22      | +50.661   | 12       | 4    |
| 13      | 41  | Gábor Talmácsi   | Honda       | 22      | +59.188   | 17       | 3    |
| Ret     | 36  | Mika Kallio      | Ducati      | 20      | Caída     | 10       |      |
| Ret     | 33  | Marco Melandri   | Kawasaki    | 20      | Caída     | 15       |      |
| Ret     | 99  | Jorge Lorenzo    | Yamaha      | 17      | Caída     | 2        |      |
| Ret     | 84  | Michel Fabrizio  | Ducati      | 6       | Retirado  | 16       |      |
| Fuente: |     |                  |             |         |           |          |      |

### Resultados 250cc
| Pos.    | N.º | Piloto              | Constructor | Vueltas | Tiempo    | Parrilla | Pts. |
| ------- | --- | ------------------- | ----------- | ------- | --------- | -------- | ---- |
| 1       | 58  | Marco Simoncelli    | Gilera      | 20      | 41:06.490 | 1        | 25   |
| 2       | 75  | Mattia Pasini       | Aprilia     | 20      | +0.684    | 7        | 20   |
| 3       | 19  | Álvaro Bautista     | Aprilia     | 20      | +4.381    | 8        | 16   |
| 4       | 4   | Hiroshi Aoyama      | Honda       | 20      | +8.746    | 2        | 13   |
| 5       | 15  | Roberto Locatelli   | Gilera      | 20      | +9.721    | 6        | 11   |
| 6       | 35  | Raffaele De Rosa    | Honda       | 20      | +10.870   | 9        | 10   |
| 7       | 40  | Héctor Barberá      | Aprilia     | 20      | +15.639   | 3        | 9    |
| 8       | 16  | Jules Cluzel        | Aprilia     | 20      | +18.411   | 14       | 8    |
| 9       | 63  | Mike Di Meglio      | Aprilia     | 20      | +18.563   | 5        | 7    |
| 10      | 55  | Héctor Faubel       | Honda       | 20      | +19.958   | 11       | 6    |
| 11      | 14  | Ratthapark Wilairot | Honda       | 20      | +20.084   | 12       | 5    |
| 12      | 52  | Lukáš Pešek         | Aprilia     | 20      | +30.632   | 15       | 4    |
| 13      | 48  | Shoya Tomizawa      | Honda       | 20      | +37.118   | 16       | 3    |
| 14      | 11  | Balázs Németh       | Aprilia     | 20      | +1:17.484 | 18       | 2    |
| 15      | 53  | Valentin Debise     | Honda       | 20      | +1:24.684 | 20       | 1    |
| 16      | 7   | Axel Pons           | Aprilia     | 20      | +1:25.132 | 19       |      |
| 17      | 10  | Imre Tóth           | Aprilia     | 20      | +1:46.925 | 22       |      |
| 18      | 77  | Aitor Rodríguez     | Aprilia     | 20      | +1:52.465 | 24       |      |
| 19      | 56  | Vladimir Leonov     | Aprilia     | 20      | +1:59.794 | 23       |      |
| Ret     | 8   | Bastien Chesaux     | Honda       | 12      | Caída     | 21       |      |
| Ret     | 6   | Alex Debón          | Aprilia     | 9       | Caída     | 4        |      |
| Ret     | 25  | Alex Baldolini      | Aprilia     | 4       | Caída     | 17       |      |
| Ret     | 54  | Toby Markham        | Aprilia     | 1       | Caída     | 25       |      |
| Ret     | 12  | Thomas Lüthi        | Aprilia     | 0       | Caída     | 13       |      |
| Ret     | 17  | Karel Abraham       | Aprilia     | 0       | Caída     | 10       |      |
| Fuente: |     |                     |             |         |           |          |      |

### Resultados 125cc
| Pos.    | N.º | Piloto             | Constructor | Vueltas | Tiempo    | Parrilla | Pts. |
| ------- | --- | ------------------ | ----------- | ------- | --------- | -------- | ---- |
| 1       | 18  | Nicolás Terol      | Aprilia     | 19      | 40:57.378 | 2        | 25   |
| 2       | 60  | Julián Simón       | Aprilia     | 19      | +0.168    | 4        | 20   |
| 3       | 29  | Andrea Iannone     | Aprilia     | 19      | +8.719    | 1        | 16   |
| 4       | 38  | Bradley Smith      | Aprilia     | 19      | +12.443   | 5        | 13   |
| 5       | 44  | Pol Espargaró      | Derbi       | 19      | +16.006   | 8        | 11   |
| 6       | 11  | Sandro Cortese     | Derbi       | 19      | +16.066   | 3        | 10   |
| 7       | 17  | Stefan Bradl       | Aprilia     | 19      | +17.105   | 6        | 9    |
| 8       | 93  | Marc Márquez       | KTM         | 19      | +17.202   | 20       | 8    |
| 9       | 33  | Sergio Gadea       | Aprilia     | 19      | +17.223   | 7        | 7    |
| 10      | 6   | Joan Olivé         | Derbi       | 19      | +17.244   | 11       | 6    |
| 11      | 14  | Johann Zarco       | Aprilia     | 19      | +17.618   | 10       | 5    |
| 12      | 94  | Jonas Folger       | Aprilia     | 19      | +21.977   | 18       | 4    |
| 13      | 78  | Marcel Schrötter   | Honda       | 19      | +34.487   | 17       | 3    |
| 14      | 7   | Efrén Vázquez      | Derbi       | 19      | +34.512   | 9        | 2    |
| 15      | 45  | Scott Redding      | Aprilia     | 19      | +41.558   | 22       | 1    |
| 16      | 99  | Danny Webb         | Aprilia     | 19      | +43.098   | 15       |      |
| 17      | 35  | Randy Krummenacher | Aprilia     | 19      | +43.121   | 23       |      |
| 18      | 77  | Dominique Aegerter | Derbi       | 19      | +43.164   | 24       |      |
| 19      | 73  | Takaaki Nakagami   | Aprilia     | 19      | +43.453   | 19       |      |
| 20      | 88  | Michael Ranseder   | Aprilia     | 19      | +43.917   | 13       |      |
| 21      | 71  | Tomoyoshi Koyama   | Loncin      | 19      | +50.710   | 33       |      |
| 22      | 61  | Luigi Morciano     | Aprilia     | 19      | +1:09.976 | 26       |      |
| 23      | 62  | Alessandro Tonucci | Aprilia     | 19      | +1:10.633 | 27       |      |
| 24      | 5   | Alexis Masbou      | Loncin      | 19      | +1:35.007 | 31       |      |
| 25      | 10  | Luca Vitali        | Aprilia     | 19      | +1:39.485 | 34       |      |
| 26      | 87  | Luca Marconi       | Aprilia     | 19      | +1:39.739 | 32       |      |
| 27      | 86  | Karel Pešek        | Derbi       | 19      | +1:40.019 | 29       |      |
| 28      | 68  | Ivan Višak         | Honda       | 18      | +1 vuelta | 36       |      |
| 29      | 67  | Ladislav Chmelík   | Honda       | 18      | +1 vuelta | 35       |      |
| 30      | 69  | Lukáš Šembera      | Aprilia     | 19      | +1 vuelta | 25       |      |
| Ret     | 24  | Simone Corsi       | Aprilia     | 12      | Retirado  | 12       |      |
| Ret     | 32  | Lorenzo Savadori   | Aprilia     | 8       | Caída     | 30       |      |
| Ret     | 12  | Esteve Rabat       | Aprilia     | 7       | Caída     | 16       |      |
| Ret     | 39  | Luis Salom         | Aprilia     | 5       | Caída     | 14       |      |
| Ret     | 53  | Jasper Iwema       | Honda       | 1       | Caída     | 28       |      |
| Ret     | 8   | Lorenzo Zanetti    | Aprilia     | 1       | Caída     | 21       |      |
| DNQ     | 16  | Cameron Beaubier   | KTM         |         |           |          |      |
| Fuente: |     |                    |             |         |           |          |      |